# Puppet

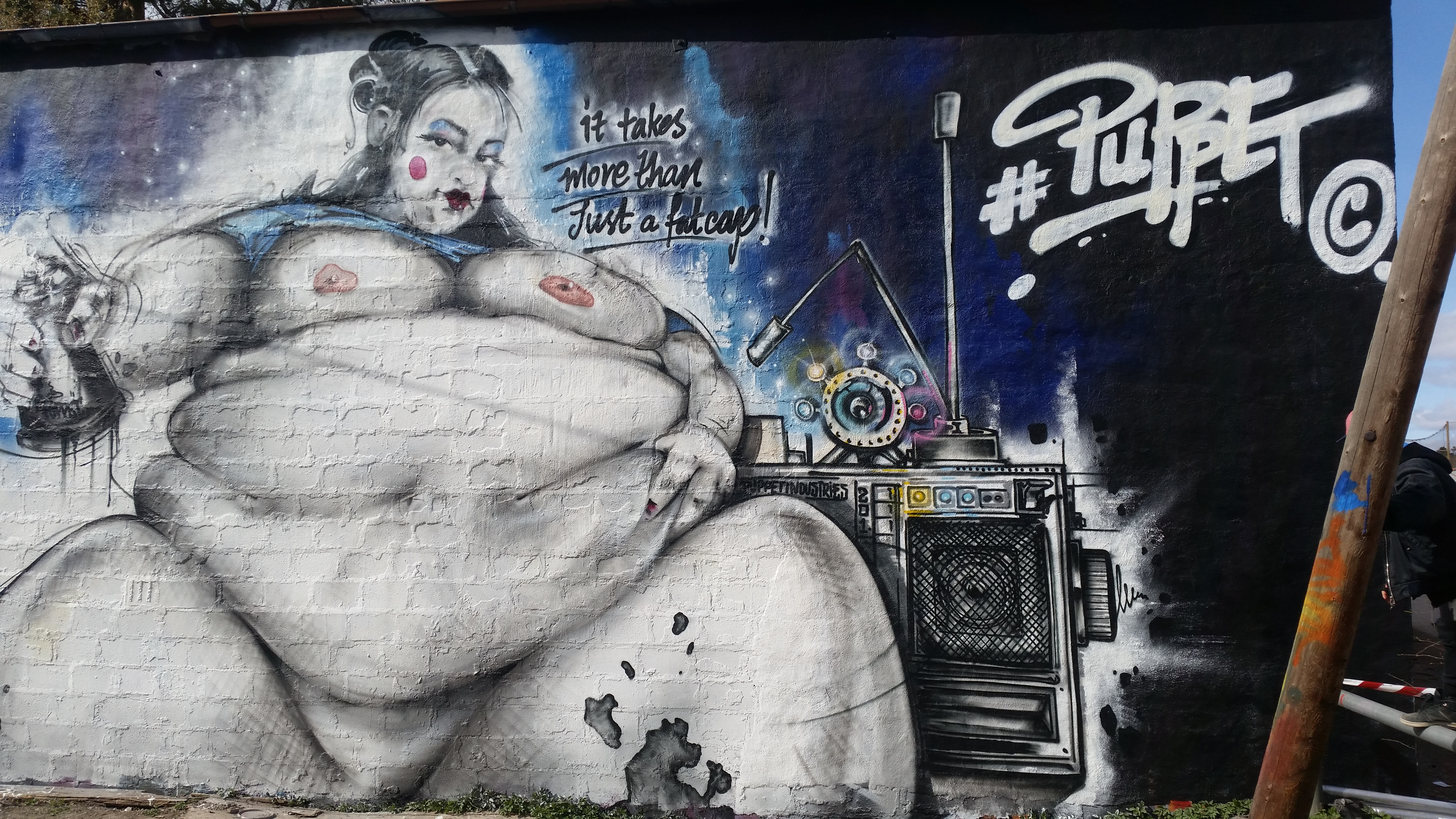
Spring remake 2015 på Snösätra upplagsområde, Stockholm. Målningen skapad av Puppet (Daniel Blomqvist).

Daniel Blomqvist, känd som Puppet, är en svensk konstnär och graffitimålare.

## Biografi
Han har varit aktiv sedan 1984, då han var en av de första graffitimålarna i Stockholm. Han gjorde också den första graffitimålningen tillsammans med Meanie i hemstaden Västerås detta år. De följande åren åkte han mellan Stockholm och Västerås och utvecklades snabbt till en av de mest intressanta och skickliga målarna i Europa; 1987 började han uppmärksammas av många svenska målare. Våren 1989 gjorde han Draken eller I'll burn you all som också finns med bild och omnämnd i Nationalencyklopedin, och representerad i Graffiti history museum i New York. Den kom senare att i pressdebatten bli föreslagen för kulturmärkning och restaurering. Cold Eyes var en annan stor burner samma år, och i sitt bidrag till konventet i Strängnäs använde han bokstäver målade upp och ner.
Under 1990-talet vann han den nationella graffititävlingen i Stockholm 1992, han deltog i en nationell vandringsutställning 1993 med målningen ”Messtyle 201”. Han gjorde ”Blue Lagoon” med en jättelik röd bläckfisk och ”Meccano Style” på temat ”kirurgiskt” manipulerade bokstäver. Hans företag ”Puppet Industries” arbetar med grafisk design. På meritlistan finns också en målning tillsammans med Seen i Bronx, New York 1990, ett otal "pieces", tågmålningar och utställningar.

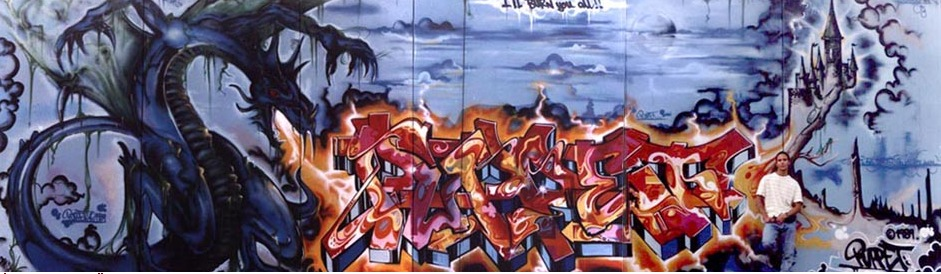
Den blå draken, 1989. Daniel Blomqvist till höger.